# 埃馬紐埃爾·科里爾
埃馬紐埃爾·科里爾（Emmanuel Korir，1995年6月15日—），肯尼亚田徑運動員，他在日本舉行的2020年夏季奧林匹克運動會，獲得男子800公尺比賽金牌。他也曾在2018年非洲田徑錦標賽上獲得一枚金牌和一枚銀牌。